# Усть-Багаряк (остановочный пункт)
Усть-Багаря́к — остановочный пункт Екатеринбургского региона Свердловской железной дороги на межпостовом перегоне Синарский — Нижняя железнодорожной ветки Каменск-Уральский — Челябинск-Главный. Единственный остановочный пункт Свердловской железной дороги в Челябинской области. Находится в Кунашакском районе, близ села Усть-Багаряк. 

## Название
Современное название остановочному пункту Усть-Багаряк присвоено приказом ОАО «РЖД» от 10.10.2022 № 59 и изданным на его основе приказом Росжелдора от 11.11.2022 № 608  в ходе кампании по присвоению наименований безымянным остановочным и раздельным пунктам Свердловской железной дороги (как правило, именуемым по километражу тех или иных железнодорожных веток). Приказ Росжелдора вступил в силу через 14 дней с момента подписания.
Ранее остановочный пункт назывался 35-м километром (35 км) по километражу челябинского направления от станции Каменск-Уральский в одноимённом городе. Новое название связано с расположением остановочного пункта близ села Усть-Багаряк.
Мероприятия по переименованию остановочных и раздельных пунктов с «числовыми» названиями проводились ещё с 2020 года. В предшествующую волну переименований в рамках данной кампании соседний остановочный пункт 32-й километр (32 км) был переименован в Новый Быт.

## Географическое положение
Остановочный пункт Усть-Багаряк находится на 35-м километре железнодорожной ветки Каменск-Уральский — Челябинск-Главный, на перегоне Синарский — Нижняя. Усть-Багаряк является самым южным остановочным пунктом Свердловской железной дороги и единственным пунктом этой железной дороги на землях Челябинской области. Граница Свердловской и Южно-Уральской железных дорог проходит на стыке 36 и 37 км, перед соседней станцией Нижней, а граница Свердловской и Челябинской областей — севернее.
Остановочный пункт расположен на севере Кунашакского района, на землях Усть-Багарякского сельского поселения, северо-восточнее села Усть-Багаряк. От села полустанок отделён двухкилометровым лесом. Сельские окраины и дома по ближайшей Восточной улице, к которой от остановочного пункта ведёт лесная дорога, отстоят от него примерно на один километр.
Сам остановочный пункт Усть-Багаряк находится на относительно открытой местности. Западнее остановочного пункта есть несколько небольших построек, напоминающих хутор.

## Пригородные перевозки
Остановочный пункт Усть-Багаряк находится на однопутном электрифицированном участке Каменск-Уральский — Чурилово. На полустанке останавливаются пригородные электропоезда, следующие между Каменском-Уральским и Челябинском в обоих направлениях. В отдельное время здесь останавливаются электропоезда, следующие из (до) Екатеринбурга. Данным остановочным пунктом пользуются местные жители. Вокзала и билетных касс в Усть-Багаряке не имеется.

### Электронные ресурсы
1. 1 2  История Свердловской железной дороги. Архивировано 24 марта 2023 года.
2. 1 2 3  Остановочный пункт 35 км. Фотолинии — Railwayz.info. Дата обращения: 24 марта 2023. Архивировано 24 марта 2023 года.
3. 1 2  Павел Яблоков. Новые имена: Свердловская железная дорога продолжила замену «номерных» платформ звучными топонимами. tr.ru (22 ноября 2022). Архивировано 24 марта 2023 года.
4. ↑  Павел Яблоков. Новые имена транспортных объектов: выбор пассажиров Московского метро и Свердловской железной дороги. tr.ru (26 октября 2022). Архивировано 24 марта 2023 года.
5. ↑  Свердловская железная дорога — Карты и схемы железных дорог России и СНГ
6. 1 2 3  Данные получены при помощи картографического сервиса Яндекс Карты.
7. ↑  Усть-Багаряк (35 км) — остановочный пункт — Точка-на-Карте. Дата обращения: 24 марта 2023. Архивировано 24 марта 2023 года.